# Conjunto Nacional
 (septembre 2022).
La mise en forme du texte ne suit pas les recommandations de Wikipédia : il faut le « wikifier ».
Les points d'amélioration suivants sont les cas les plus fréquents :
- Les titres sont pré-formatés par le logiciel. Ils ne sont ni en capitales, ni en gras.
- Le texte ne doit pas être écrit en capitales (les noms de famille non plus), ni en gras, ni en italique, ni en « petit »…
- Le gras n'est utilisé que pour surligner le titre de l'article dans l'introduction, une seule fois.
- L'italique est rarement utilisé : mots en langue étrangère, titres d'œuvres, noms de bateaux, etc.
- Les citations ne sont pas en italique mais en corps de texte normal. Elles sont entourées par des guillemets français : « et ».
- Les listes à puces sont à éviter, des paragraphes rédigés étant largement préférés. Les tableaux sont à réserver à la présentation de données structurées (résultats, etc.).
- Les appels de note de bas de page (petits chiffres en exposant, introduits par l'outil «  Source ») sont à placer entre la fin de phrase et le point final[comme ça].
- Les liens internes (vers d'autres articles de Wikipédia) sont à choisir avec parcimonie. Créez des liens vers des articles approfondissant le sujet. Les termes génériques sans rapport avec le sujet sont à éviter, ainsi que les répétitions de liens vers un même terme.
- Les liens externes sont à placer uniquement dans une section « Liens externes », à la fin de l'article. Ces liens sont à choisir avec parcimonie suivant les règles définies. Si un lien sert de source à l'article, son insertion dans le texte est à faire par les notes de bas de page.
- La présentation des références doit suivre les conventions bibliographiques. Il est recommandé d'utiliser les modèles {{Ouvrage}}, {{Chapitre}}, {{Article}}, {{Lien web}} et/ou {{Bibliographie}}. Le mode d'édition visuel peut mettre en forme automatiquement les références.
- Insérer une infobox (cadre d'informations à droite) n'est pas obligatoire pour parachever la mise en page.

Pour une aide détaillée, merci de consulter Aide:Wikification.
Si vous pensez que ces points ont été résolus, vous pouvez retirer ce bandeau et améliorer la mise en forme d'un autre article.
Conjunto Nacional est un bâtiment et un centre commercial de la ville de São Paulo, au Brésil. Il occupe le bloc délimité par l'avenue Paulista, rua Augusta, alameda Santos et rua Padre João Manuel. Le projet a été conçu par l'architecte David Libeskind et se caractérise par être l'un des premiers grands bâtiments modernes multifonctionnels mis en œuvre dans la ville de São Paulo.
Le complexe a commencé à être construit en 1952, après la décision de l'homme d'affaires juif argentin José Tjurs de construire un grand bâtiment sur l'avenue Paulista - qui, jusque-là, avait un caractère principalement résidentiel. Son intention était de réunir un hôtel et un centre commercial dans le même bâtiment. À la fin des années 1950, la ville n'autorisant pas la construction de l'hôtel sur le site, certaines modifications ont été apportées à la conception originale de David Libeskind. La construction du Conjunto Nacional a duré trois ans.
Le complexe se caractérise par le mélange de différentes utilisations dans la même structure urbaine : les utilisations résidentielles, commerciales, de services et de loisirs se trouvent dans le Conjunto Nacional. La relation entre les usages collectifs - commerce, loisirs - et les usages privés - résidences - est donnée par la composition entre deux couches : dans la couche horizontale, qui occupe tout l'îlot dans lequel se situe le bâtiment -, il y a une galerie commerciale et sur la lame verticale, qui n'occupe qu'une partie de la projection du terrain, se trouvent les appartements. Les galeries convergent vers une zone centrale, où une rampe mène à la mezzanine. Là, il y a quatre entrées disponibles (une sur chacune des rues qui forment le bloc où se trouve le bâtiment). La lame supérieure a 25 étages, qui ont trois entrées indépendantes. La galerie proposée dans le Conjunto Nacional est devenue un paradigme architectural pour des projets de construction similaires au centre-ville de São Paulo dans les années 1950.
Le Conjunto Nacional possède des restaurants (dont Grill Hall, Tenda Paulista, Súbito et Restaurante Rascal), des bureaux et d'autres types d'établissements commerciaux et de services (tels que des pharmacies, des bureaux de change, une salle de sport et des magasins), en plus de la plus grande librairie d'Amérique latine en termes de zone bâtie, Livraria Cultura. Pendant de nombreuses années, il a abrité le Cine Astor et le restaurant Fasano. Le Conjunto Nacional dispose également d'une unité Caixa Cultural, où des expositions d'art et des spectacles de théâtre et de danse ont lieu. En 2005, le bâtiment a été classé par Condephaat, le conseil d'état pour la défense du patrimoine historique et architectural.

## Histoire

### Années 1950 et 1960
En 1952, José Tjurs achète le manoir qui appartenait à la famille d'Horácio Sabino. L'idée de créer le Conjunto Nacional est née des rêves de cet Argentin. L'homme d'affaires, décédé en 1977, a réalisé son rêve : transformer Paulista en Cinquième Avenue à São Paulo. En 1953, Tjurs engage les architectes Salvador Candia et Giancarlo Gasperini. Les travaux entamés par le duo finissent cependant par être paralysés la même année. Avec cela, un nouveau professionnel a été appelé pour réaliser la conception architecturale. L'architecte David Libeskind, alors âgé de 26 ans, a remporté le concours lancé par Tjurs pour l'élaboration du projet de construction et d'un hôtel à São Paulo, dont la réalisation a ensuite été empêchée par la mairie, et est devenu l'auteur de le projet du Conjunto Nacional.

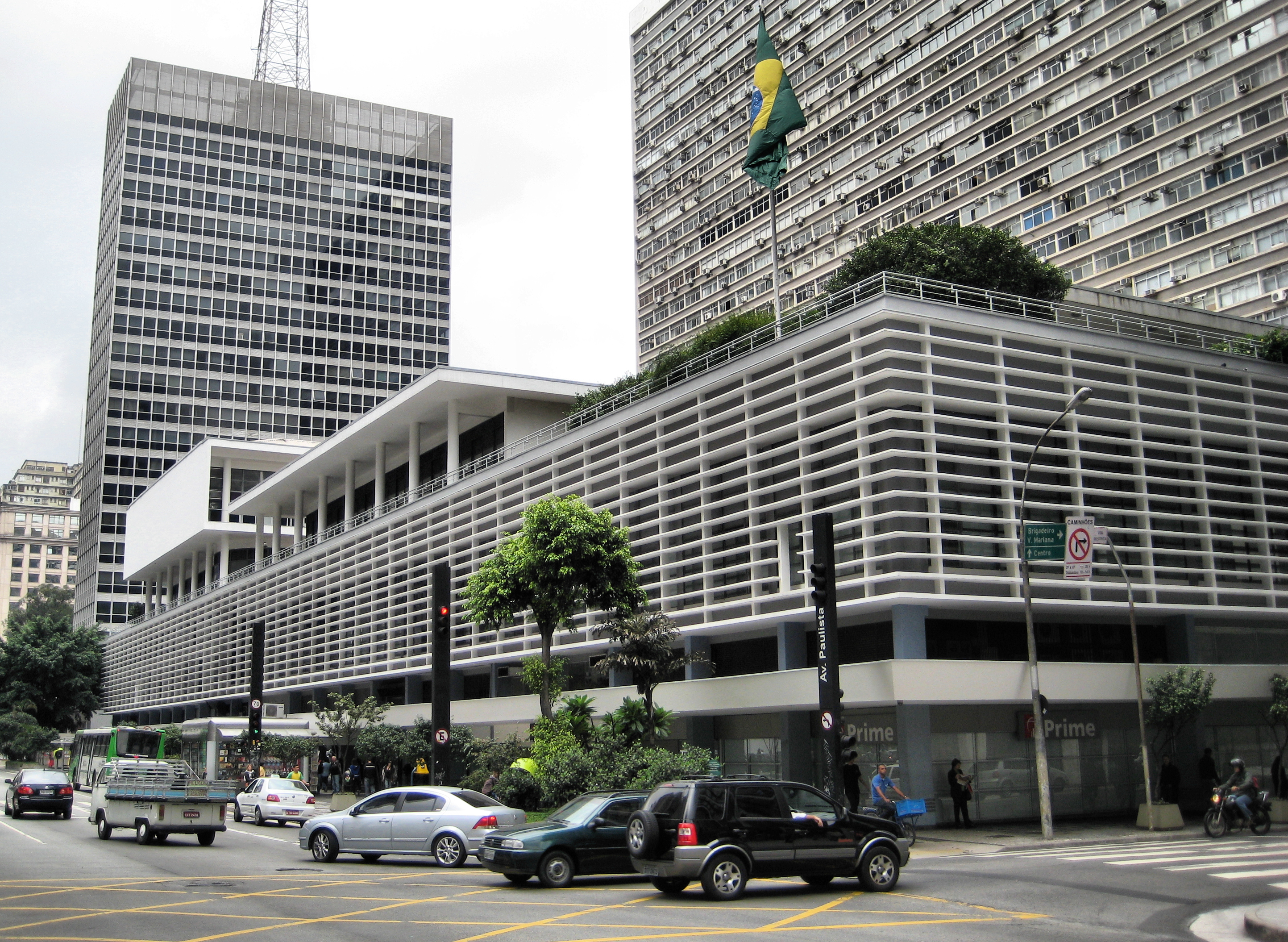
Façade inférieure du bâtiment.

La construction du Conjunto Nacional débute en 1955 et apporte à l'époque à la ville une grande nouveauté : un magnifique dôme géodésique en aluminium, inspiré des travaux du designer et architecte Buckminster Fuller et construit par l'ingénieur Hans Eger. La volumétrie du dôme est entièrement assemblée par un module hexagonal, et se termine par une seule pièce pentagonale au sommet, qui est en béton.
Il a été ouvert en 1956, en tant que premier centre commercial d'Amérique latine, et a été fréquenté par le président de la République de l'époque, Juscelino Kubitschek. En 1957, Conjunto Nacional a reçu son premier et illustre établissement : le sophistiqué restaurant Fasano. Avec des tables éparpillées le long du large trottoir de l'Avenida Paulista, l'endroit bourdonnait de monde jour et nuit. En 1958, Fasano a ouvert son luxueux restaurant sur la mezzanine, où se tenaient les fameux « dîners dansants », et l'exquis jardin d'hiver, bientôt élu la meilleure et la plus élégante salle de bal de la ville, avec une capacité de deux mille personnes. Fasano était une étape obligée pour les grands noms de la musique internationale qui visitaient São Paulo, tels que Nat King Cole, Roy Hamilton et Marlene Dietrich. Le secteur commercial, d'une superficie de 613 545 142 mètres carrés, était destiné à un centre commercial et de services, considéré comme le premier centre commercial d'Amérique latine et le plus grand d'Amérique du Sud. L'inauguration de la première étape du Conjunto Nacional, en décembre 1958, a été suivie par le président de la République de l'époque, Juscelino Kubitschek, qui a observé le modèle du bâtiment, conçu par José Zanini Caldas.
Au début des années 1960, le bâtiment a installé deux escaliers mécaniques dans le centre commercial, considéré comme le troisième construit dans la ville. En 1961, le Cine Astor a été ouvert, bientôt élu le cinéma le plus luxueux et le plus moderne de la ville. Lorsqu'elle fut prête, au début des années 1960, l'horloge lumineuse de Willys fut installée au sommet de l'édifice, Fasano fut vendue à Liquigás en 1963 en raison de la situation politique du pays. En 1968, en raison du coup d'État de 1964, le restaurant et le jardin d'hiver sont fermés et le lieu subit des rénovations pour être adapté et fonctionner comme un bureau. La Confeitaria Fasano est restée ouverte jusqu'en 1973. Livraria Cultura a été transférée au Conjunto Nacional en 1969.

### Années 1970 et 1980
En 1970, l'horloge du Conjunto Nacional a commencé à afficher la marque Ford. La marque Banco Itaú a atteint le sommet du bâtiment en 1975. En 1992, l'horloge a subi une rénovation majeure et a reçu un complexe électronique de pointe, contrôlé par un ordinateur et, en plus des heures, il a également commencé à marquer la température de la ville. En 1975, la Viena Delicatessen est apparue, qui après un début modeste dans les couloirs du Conjunto Nacional, est devenue l'une des plus grandes chaînes de restauration rapide de la ville. À la fin des années 1970, en raison de problèmes administratifs, le Conjunto Nacional a montré des signes de décadence et d'abandon.

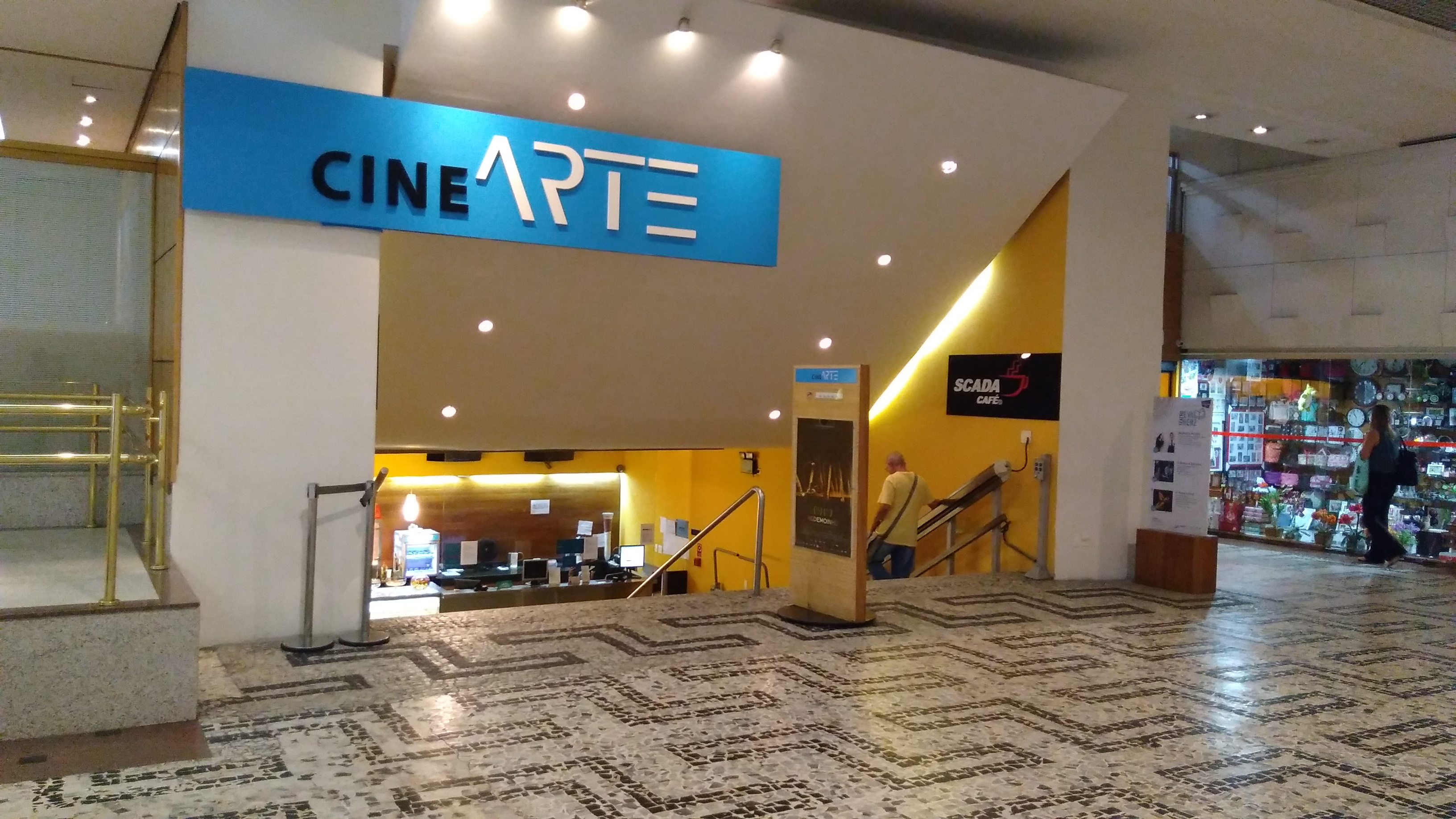
Façade du Cine Arte.

Au petit matin du 4 septembre 1978, vers 4h50, un important incendie se déclare dans le Conjunto Nacional. Les flammes ont été contenues à 12h30, après la mobilisation d'environ 250 hommes du service de pompiers de la police militaire de l'État de São Paulo et 750 dans les opérations de soutien. L'“Opération incendie” a bloqué l'avenue Paulista et partiellement bloqué les routes voisines, telles que alameda Santos, rua Augusta, avenue Brigadeiro Luís Antônio et rua Vergueiro, détournant 40 000 véhicules. Moquettes, acryliques, faux plafonds et cloisons facilement inflammables ont collaboré pour propager le feu. Le bâtiment le plus durement touché était Horsa 2, dans le bloc commercial. Le consulat général des États-Unis, l'un des établissements touchés par les flammes, a dû fermer au public le 5 septembre. L'incident ayant eu lieu à l'aube, il n'y avait que des habitants de la partie résidentielle au moment de l'incendie. À 5 h 30, lorsque les pompiers sont arrivés, tous les résidents avaient déjà quitté le bâtiment, observant la propagation des flammes à l'extérieur. Le seul problème est arrivé à l'une des résidentes, au 20e étage, qui était enceinte de neuf mois et a dû être transportée d'urgence à l'hôpital.
En 1984, le groupe immobilier Savoy a acheté ce qui restait des biens de l'Horsa dans le Conjunto Nacional et a commencé à gérer la copropriété. La même année, l'avocate Vilma Peramezza a été élue fiduciaire, entamant une période de récupération avec l'achèvement de plusieurs travaux de restauration. En 1987, Cine Rio cède la place à Cine Arte. En quelques mois, il est devenu l'un des meilleurs cinémas de la ville. Les travaux de restauration du Conjunto Nacional ont commencé dans la galerie commerciale. L'architecte Maria Cecília Barbieri Gorski, de Barbieri & Gorski Arquitetos Associados, était responsable des travaux de restauration et d'aménagement paysager de la terrasse. L'inauguration du Restaurante Viena a eu lieu en 1988, au coin de la rua Augusta et l'alameda Santos.

### Années 1990 et 2000

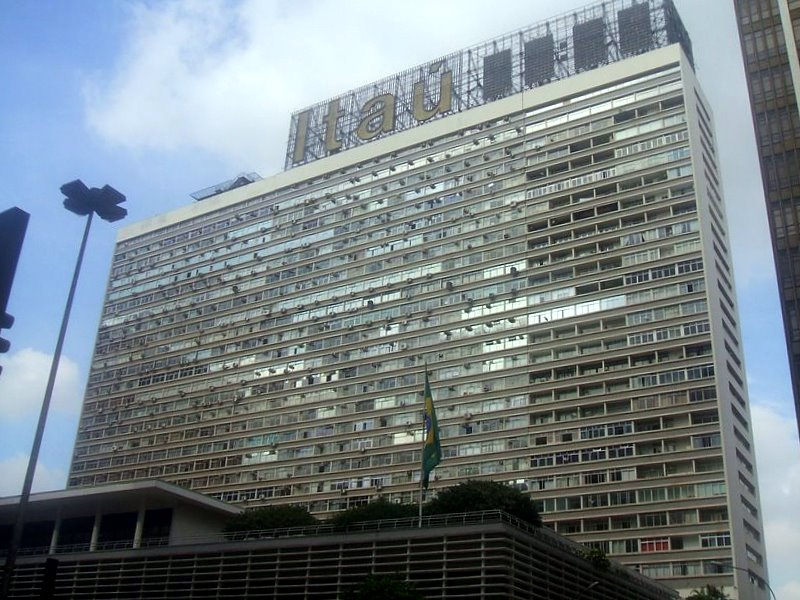
Le bâtiment en mars 2009.

En mars 1992, le programme de Collecte Sélective est approuvé et officialisé par les copropriétaires en Assemblée générale ordinaire. La terrasse, rouverte en juin 1997, a rendu le glamour qui caractérisait le Conjunto Nacional dans les années 1950, 1960 et au début des années 1970. En décembre 1997, les graines de la création de l'Espace Culturel Conjunto Nacional sont semées, avec une exposition qui réunit plusieurs artistes plasticiens de renom. Avec la tenue d'expositions d'art, le bâtiment est devenu une partie du couloir culturel qu'est devenue l'avenue Paulista.
En décembre 1998, le journaliste Ângelo Iacocca a lancé le livre Conjunto Nacional – A Conquista da Paulista. L'œuvre a été conçue pour commémorer le 40e anniversaire de l'existence du bâtiment et raconte l'histoire de l'Avenida Paulista en montrant chaque étape de sa transformation, accélérée depuis l'émergence du Conjunto Nacional. À partir de 1999, chaque mois de décembre, les galeries et la façade du Conjunto Nacional ont commencé à être décorées avec des ornements fabriqués par des communautés nécessiteuses à l'aide de matériaux recyclables. En décembre 1999, le panneau ‘Festa na Avenida Paulista’, peint par l'artiste Naif Waldeci de Deus, a été installé à Horsa II.
En 2003, l'Espaço Cultural Conjunto Nacional a organisé la campagne "SOS Cine Arte", dans le but d'empêcher la fermeture du cinéma. Le livre Conjunto Nacional – A Conquista da Paulista a été élargi de 30 pages supplémentaires. Les travaux ont été lancés en janvier 2004, à l'occasion du 450e anniversaire de la ville de São Paulo. Dans le chapitre 'Responsabilité sociale et qualité de vie', l'auteur rapporte les différentes actions développées par le Conjunto Nacional, visant à valoriser nos employés et la communauté. En avril 2005, le Conjunto Nacional a été répertorié par Condephaat, l'agence d'État chargée du patrimoine historique. En octobre de la même année, Ciné Bombril remplace les deux salles de l'ancien Ciné Arte. En septembre 2010, le cinéma devient Cine Livraria Cultura. Les deux cinémas font partie du circuit d'exposition Cine Arte, d'Adhemar Oliveira et Leon Cakoff.
En mai 2007, le siège traditionnel de Livraria Cultura, à Conjunto Nacional, a commencé à occuper l'espace où travaillait l'ancien Cine Astor. Le nouveau magasin est la plus grande librairie du pays, avec une superficie de 4 300 mètres carrés répartis sur trois étages. En mars 2008, l'architecte de 79 ans David Libeskind fait l'objet d'un livre qui porte son nom – David Libeskind - Ensaio sobre as Residências. En 2007, le cinéma Conjunto Nacional a subi des rénovations et a été rouvert au public, après avoir été réadapté pour un usage commercial.

## Caractéristiques

### Architecture

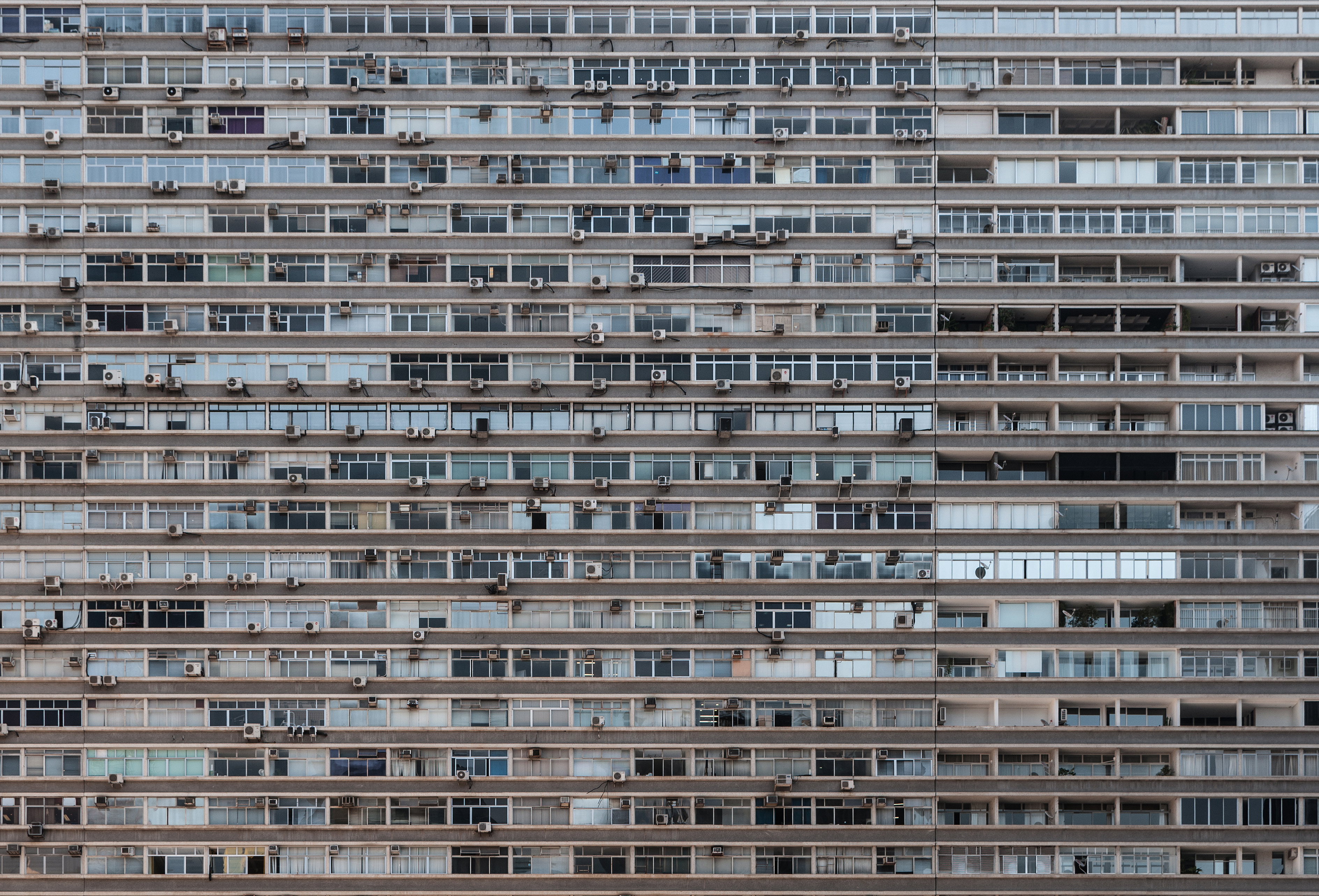
Détail de la façade du bâtiment.

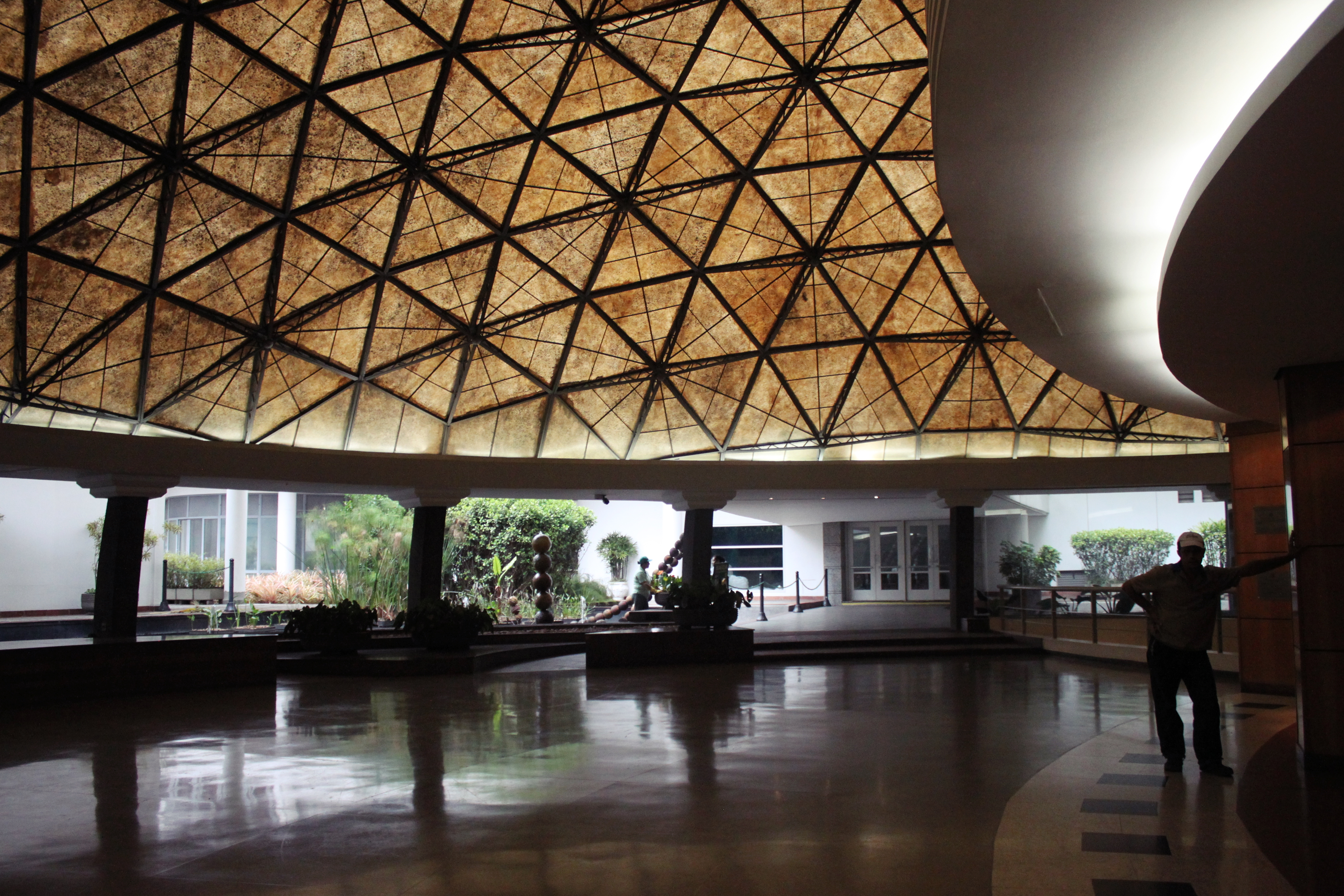
Dôme géodésique du Conjunto Nacional.

Au début des années 1950, José Tjurs prévoyait de concevoir un grand immeuble à São Paulo, qui aurait un hôtel, des restaurants, des bars, des cinémas, des magasins commerciaux et de services, en plus de bureaux et d'appartements résidentiels avec service d'accueil. Je voulais aussi voir Paulista devenir la Cinquième avenue de São Paulo. Mais pour cela, quelqu'un devait faire le premier pas, et ce quelqu'un serait lui.
La première étape consistait à acheter le manoir qui appartenait à la famille de Horácio Sabino, qui se trouvait exactement au coin de l'avenida Paulista et de la rua Augusta. Pour mettre en œuvre l'entreprise audacieuse, Tjurs a organisé une sorte de concours pour l'élaboration du projet, auquel ont participé plusieurs architectes. A la surprise des candidats, le projet de David Libeskind, tout juste 26 ans, fraîchement diplômé et quasi inconnu, a été retenu.
Au début des travaux, en 1954, Tjurs entame la future occupation commerciale de l'avenue. La lame horizontale, achevée en 1958, couvrait tout le rez-de-chaussée, qui formait une large galerie où quatre larges couloirs se croisaient pour former un carré de 1 600 mètres carrés, avec des entrées depuis l'avenue Paulista et las rues Augusta, Padre João Manoel et l'alameda Santos.
La construction de la tour qui abriterait l'Hôtel Nacional de São Paulo a fait l'objet d'un veto des autorités : il n'était pas permis de construire des hôtels sur l'avenue Paulista. Tjurs a donc changé le projet et réduit la lame verticale à trois bâtiments de 25 étages : un résidentiel, Guayupiá, avec des appartements allant de 180 à 890 mètres carrés, et deux bâtiments commerciaux : Horsa I, pour les petits bureaux et bureaux, et Horsa II, pour les grandes entreprises. En 1962, la lame verticale était prête, avec 120 000 mètres carrés de surface construite.
Comme José Tjurs l'avait prévu, le Conjunto Nacional était en fait une ville dans la ville. Une fois terminé, le bâtiment est devenu un point de repère dans la ville de São Paulo, qui s'est vanté d'une nouvelle carte postale, et a annoncé de nouveaux temps pour l'avenue Paulista, donnant lieu à la verticalisation de toute la région. Le bâtiment a également amorcé l'appréciation du mètre carré des terrains des manoirs, qui avec l'arrivée du pouvoir financier, dans les années 1970, atteindra des valeurs astronomiques, une tendance qui transformera radicalement l'avenue.

### Horloge

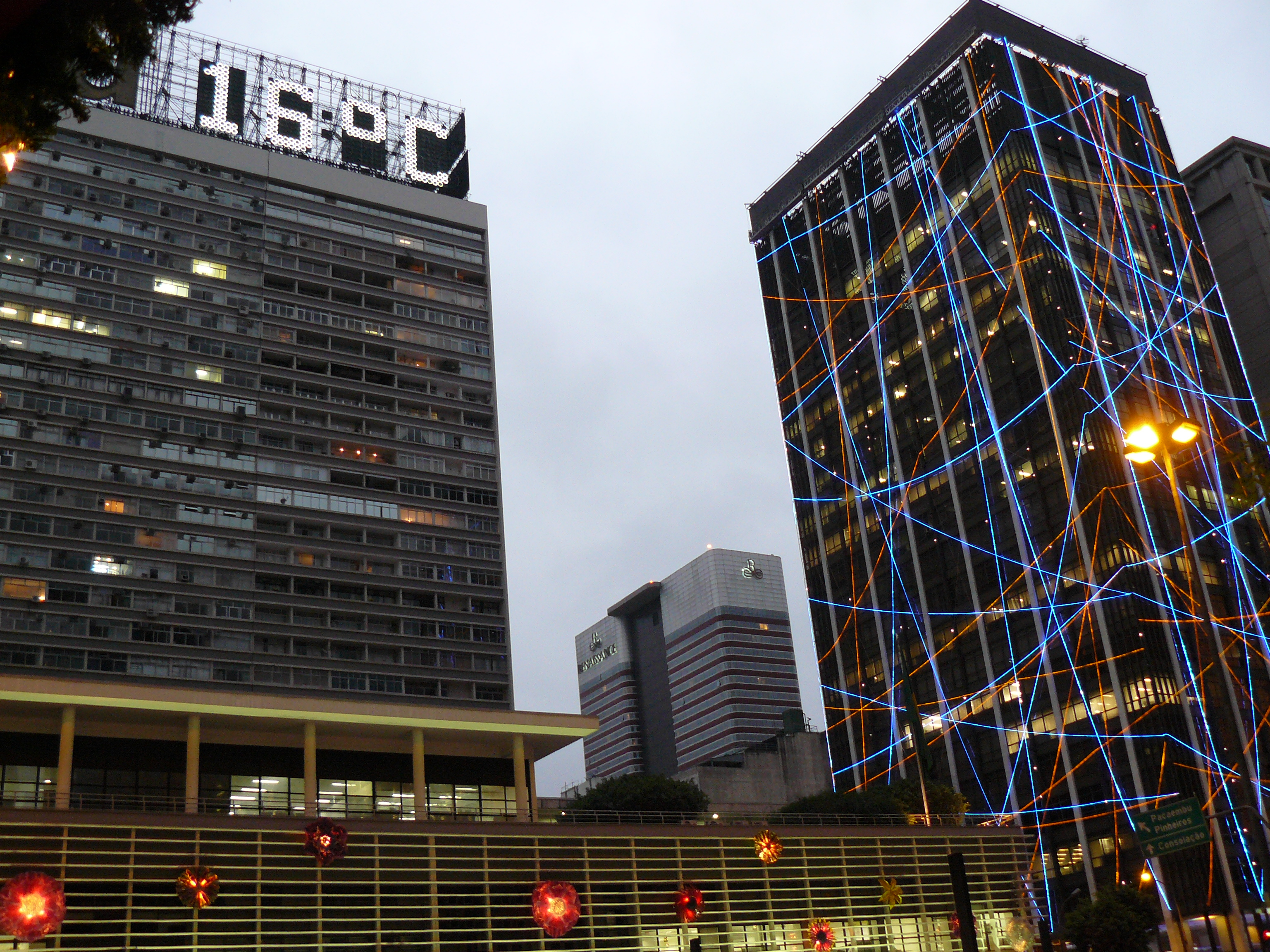
Horloge du Conjunto Nacional.

L'horloge du Conjunto Nacional indique l'heure et la température de la ville de São Paulo. Il est situé au sommet du bâtiment Horsa - Conjunto Nacional, sur l'avenue Paulista, et est visible de divers points de la ville, dans un rayon d'environ cinq kilomètres. Willys Overland do Brasil a utilisé comme stratégie publicitaire en 1962, un feu vert portant le nom de Willys, au sommet du Conjunto Nacional. En 1967, Ford do Brasil rachète Willys Overland. En 1970, un panneau a été placé avec le nom de Ford et marquant les heures, qui a été vu dans diverses parties de la ville.
En 1975, Banco Itaú a acheté l'espace publicitaire et, une fois de plus, le nom a été changé en Itaú. En 1992, l'horloge, visible à plus de cinq kilomètres de distance, est rénovée, devient pilotée par ordinateur, règle l'heure et affiche la température. Il a trois faces et pèse 230 tonnes.
En 2007, la publicité d'Itaú a dû être retirée en raison de la loi Cidade Limpa, mise en œuvre par le maire Gilberto Kassab. Dans un premier temps, l'annonce n'a pas été retirée lors de l'entrée en vigueur de la loi car elle faisait partie d'une liste d'exceptions, qui s'est rapidement éteinte. Par la suite, Banco Itaú a consulté Condephaat pour savoir si l'annonce était également répertoriée. La réponse tombe en mai 2011 : la montre doit être préservée, mais pas la publicité. La mairie a donné un délai du 18 juillet à la banque pour retirer la publicité. Et jusque-là, il ordonna d'éteindre l'horloge. Mais l'administration de la copropriété n'a pas autorisé le retrait de l'annonce. Banco Itaú, qui a été condamné à une amende de 14 millions de reais par la mairie de São Paulo pour avoir enfreint la loi, a annoncé qu'il continuerait à maintenir la montre et étudie un recours administratif pour maintenir la publicité. En 2012, le panneau a été supprimé,,,.

### Espace culturel
Inauguré officiellement en 1997, l'Espace Culturel Conjunto Nacional se veut ouvert aux différents courants artistiques, accessible à tous les types de manifestations et thèmes de l'art contemporain. Le Conjunto reçoit également des événements d'organismes d'assistance sociale, d'ONG et de divers organismes qui valorisent les droits des citoyens. Il accomplit même des actes d'utilité publique, tels que des campagnes de prévention des maladies et de recyclage. Quatre fois par an, le salon de la création a lieu. Il s'agit d'un partenariat entre Conjunto Nacional et le Centre d'économie créative de l'Associação Paulista Viva, qui offre aux artisans un espace gratuit pour vendre des produits à des prix abordables,.

### Sécurité
Le bâtiment dispose d'une surveillance 24h/24 et d'une équipe de pompiers et d'agents de sécurité, qui prodiguent des soins médicaux d'urgence. Les professionnels sont périodiquement mis à jour par le biais de cours de sauvetage vertical, de techniques médicales d'urgence, de lutte contre les incendies, de soins préhospitaliers et d'autres spécialisations.

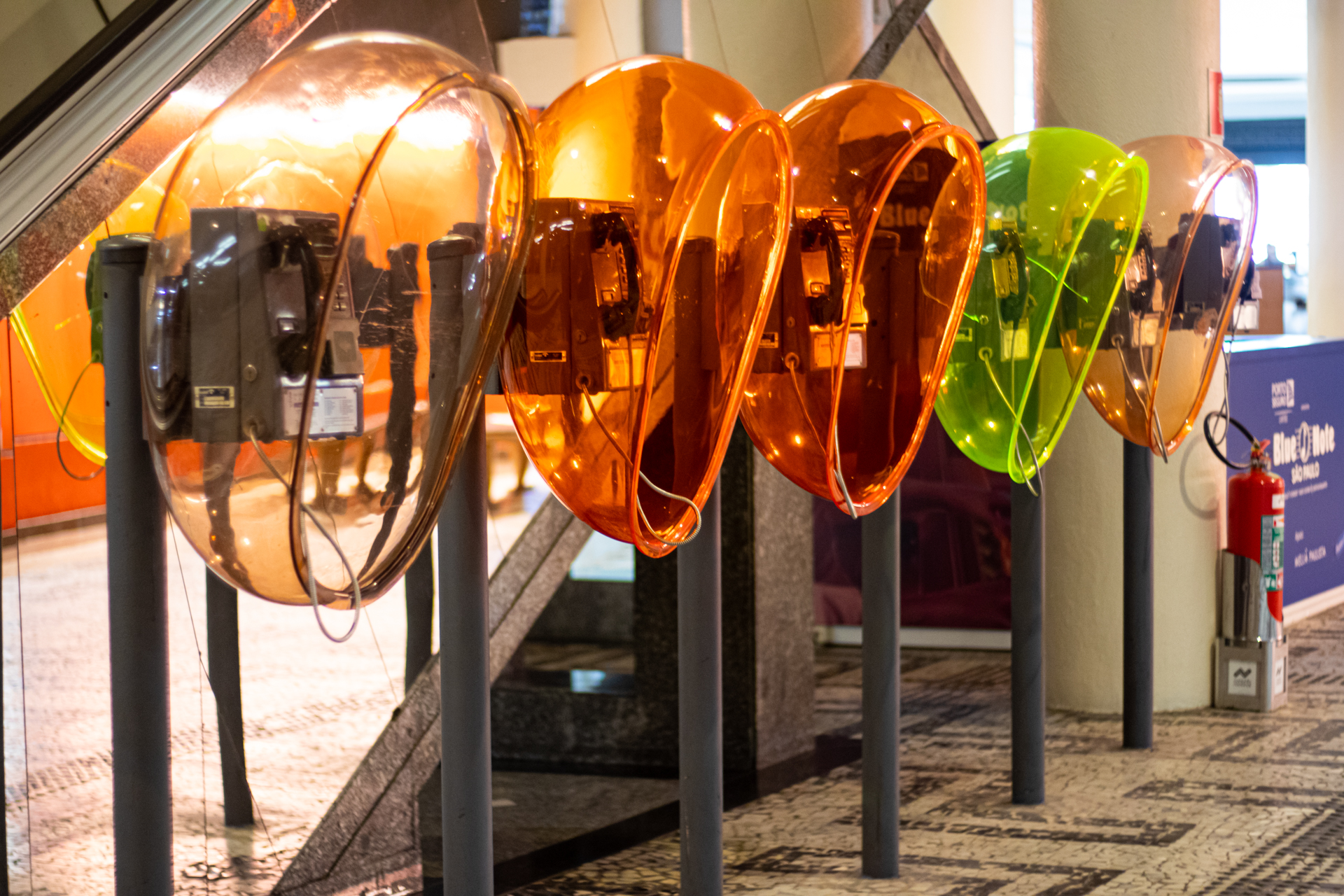
Téléphones publics à l'intérieur du Conjunto Nacional, avec dômes transparents.

Pour surveiller ce qui se passe dans les galeries et autres zones, le bâtiment dispose de caméras situées à des points stratégiques. Les images enregistrées par le circuit interne ont un accès restreint. Chaque semaine, un groupe formé de professionnels de différents domaines du bâtiment discute de l'élaboration d'un programme de sécurité citoyenne, inspiré des expériences menées à Bogota. Le Conjunto Nacional dispose d'une équipe formée à l'utilisation du défibrillateur automatique externe. Les employés formés pour aider en cas d'arrêt cardiaque sont identifiés par un bouton pour le cours Salva Corações, promu par la Société brésilienne de cardiologie. Les extensions d'appartement disposent d'un identifiant d'appelant. Aux étages des bâtiments Horsa I et Horsa II, à côté des ascenseurs, se trouve un téléphone interne qui appelle automatiquement la sécurité, directement relié aux organismes publics compétents.
Le Conjunto Nacional considère dans son projet les bonnes pratiques associées aux huit principes du Développement orienté vers le transport durable (DOTS).
Le fait qu'il soit à 200m du métro Consolação, qu'il ait une forte densité de construction, qu'il dispose de plusieurs services disponibles à une courte distance et qu'il ait un rez-de-chaussée conçu pour se connecter à la zone urbaine, encourageant ainsi la marche, a donné au projet la norme Argent avec 78 points (sur une échelle variant de 0 à 100), selon les critères de la norme de qualité TOD.